# Mastigonodesmus destefanii
Mastigonodesmus destefanii är en mångfotingart som beskrevs av Filippo Silvestri 1898. Mastigonodesmus destefanii ingår i släktet Mastigonodesmus och familjen plattdubbelfotingar. Inga underarter finns listade i Catalogue of Life.